# HC Wien
HC Wien is een Oostenrijkse hockeyclub voor veld- en zaalhockey.
De club is opgericht in 1922 en bestaat in haar huidige vorm sinds 1947 toen het de Wiener Allround Sports Club - WASC opvolgde. HC Wien is aangesloten bij de Oostenrijkse hockeybond en komt uit op het hoogste niveau. In 1975 nam de club bij de mannen deel aan het Europacup I-toernooi.